# إيثوكسيد التيتانيوم
إيثوكسيد التيتانيوم هو مركب كيميائي صيغته C8H20O4Ti، والتي يمكن أن تكتب على الشكل Ti4(OCH2CH3)16.

## التحضير
يحضر المركب من تفاعل كلوريد التيتانيوم الرباعي (رباعي كلوريد التيتانيوم) مع الإيثانول بوجود مركب أميني:
{\displaystyle {\ce {TiCl4 + 4 EtOH + 4 Et3N -> Ti(OEt)4 + 4 Et3NHCl}}}

## الخواص
يوجد المركب في الشروط القياسية على هيئة صلب عديم اللون، وهو ينحل في التولوين والأسيتون؛ إلا أن يتفاعل مع الماء:
{\displaystyle \mathrm {Ti(OC_{2}H_{5})_{4}+4\ H_{2}O\rightarrow Ti(OH)_{4}+4\ C_{2}H_{5}OH} }